# Dominique Dupuy (Politikerin)

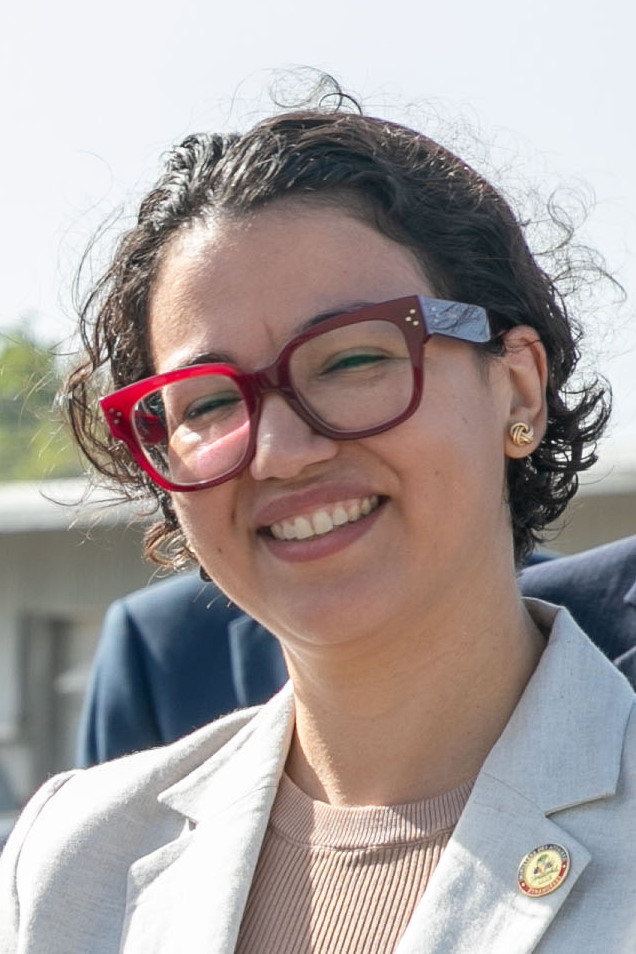
Dominique Dupuy (2024)

Dominique Dupuy (* 1990 in Cap-Haïtien) ist eine haitianische Diplomatin und Politikerin. Vom 12. Juni bis 16. November 2024 war sie Außenministerin ihres Landes.

## Leben
Dupuy wurde im Jahr 1990 in Cap-Haïtien geboren.
Sie machte ihren Abschluss in Sozialwissenschaften am Cégep Vanier College in Montreal, Kanada, im Jahr 2008 und erhielt 2012 einen Bachelor in internationaler Entwicklung an der McGill University.
Am 16. November 2020 wurde sie unter der Präsidentschaft von Jovenel Moïse Ständige Vertreterin Haitis bei der Organisation der Vereinten Nationen für Bildung, Wissenschaft und Kultur (UNESCO). Im Dezember 2021 wurde die Joumou-Suppe, eine traditionelle haitianische Kürbissuppe, auf ihr Betreiben in die Repräsentative Liste des immateriellen Kulturerbes der Menschheit aufgenommen.
Im Oktober 2023 wurde sie zur Vizepräsidentin des Exekutivrats der UNESCO gewählt. Dupuy hielt ihre erste Rede in dem Amt in haitianischer Kreolsprache.
Am 20. März 2024 nominierte die Gruppierung RED/EDE/Compromis Historique Dupuy als Vertreterin im präsidialen Übergangsrat. Sie wurde am 25. März durch Smith Augustin ersetzt, da sie Morddrohungen erhalten hatte und ihr Amt nicht antrat.
Am 11. Juni 2024 wurde zur Außenministerin in der Regierung von Garry Conille ernannt. Als am 16. November 2024 Edgard Leblanc Fils die Regierungsgeschäfte übernahm, folgte ihr Jean-Victor Harvel Jean-Baptiste im Amt.